# Il risveglio dell'istinto
Il risveglio dell'istinto (Les régates de San Francisco) è un film del 1960 diretto da Claude Autant-Lara.
Il film, di produzione italo-francese, è basato sul romanzo L'onda dell'incrociatore di Pier Antonio Quarantotti Gambini (1947).